# Parc Nacional de Haleakalā

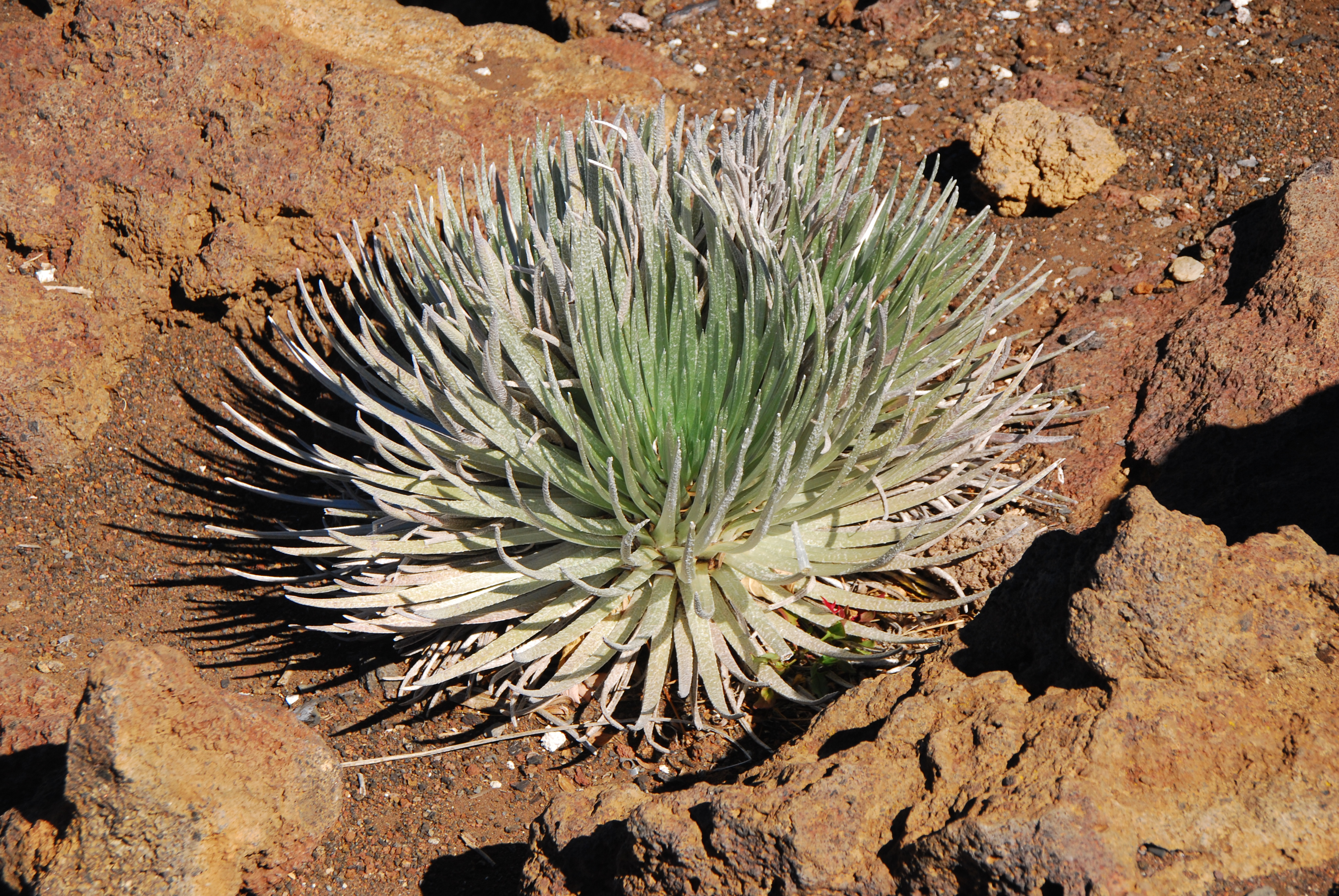
Una espasa platejada de Haleakalā (Argyroxiphium sandwicense subesp. macrocephalum) al cràter del volcà del mateix nom

El Parc Nacional de Haleakalā (Haleakalā National Park) és un parc nacional dels Estats Units situat a l'Illa de Maui a l'estat de Hawaii. El parc cobreix una superfície de 134,62 quilòmetres quadrats, dels quals 77,98 han estat designats com una àrea salvatge. El 2000, el nom va ser canviat de "Haleakala"" a "Haleakalā" per la Llei per a la Correcció Lingüística dels Parcs Nacionals Hawaians (Hawaiian National Park Language Correction Act) del 2000.
El parc va ser originalment part del Parc Nacional de Hawaii que es va establir el 1916. Aquest parc es va dividir en el Parc Nacional dels Volcans de Hawaiʻi i el Parc Nacional de Haleakalā el 1961. La zona del parc va ser declarada una Reserva de la Biosfera de la UNESCO el 1980. Haleakalā significa "casa del sol" en hawaià. Segons una llegenda local, el semidéu Maui havia empresonat el sol aquí a la fi d'allargar el dia. El parc compta amb el volcà inactiu Haleakalā que va entrar en erupció més recentment en algun moment entre el 1480 i el 1600 dC, així com la regió costanera Kipahulu.
Hi ha més espècies en perill d'extinció al Parc Nacional de Haleakalā que a qualsevol altre parc nacional dels Estats Units. Un bon exemple és l'espasa platejada de Haleakalā (Argyroxiphium sandwicense subesp. macrocephalum) que cobria Haleakalā de tal manera que la muntanya semblava com si estigués coberta de neu. El nēnē (o l'oca de Hawaii) també es pot veure en el seu hàbitat natural al cràter del Haleakalā. Encara que el nēnē es va extingir per complet al parc, el 1946 es va reintroduir amb l'ajuda dels boy scouts que van portar les aus joves a la cimera en les seves motxilles. Els amics del parc encara tenen l'oportunitat d'adoptar un nēnē com una manera de facilitar la supervivència de l'espècie.